# Linda Nagata
Linda Nagata (San Diego, 7 de noviembre de 1960) es una escritora de novelas y cuentos de ficción especulativa, ciencia ficción y fantasía estadounidense que vive en Hawái. Su novela corta Goddesses fue la primera publicación en línea en ganar el Premio Nebula. Con frecuencia escribe dentro del género Nanopunk, que incluye nanotecnología y la integración de la informática avanzada con el cerebro humano. 

## Trayectoria
Nagata nació en California y se mudó con su familia a Oahu, Hawái, cuando tenía diez años. Obtuvo una licenciatura en zoología por la Universidad de Hawái en Mānoa antes de mudarse a la isla de Maui, donde vive en la actualidad con su familia.
Nagata comenzó a escribir tras de graduarse de la universidad, y publicó su primer cuento en 1987. En la actualidad publica bajo su sello independiente, Mythic Island Press, LLC., que publica libros electrónicos y libros de bolsillo. Su serie más reconocida es Nanotech Succession, que se considera representativa del género Nanopunk.

### Novelas
- The Nanotech Succession
  - Tech-Heaven (1995)
  - The Bohr Maker (1995)
  - Deception Well (1997)
  - Vast (1998)
  - Inverted Frontier
    - Edges (2019)
    - Silver (2019)
- Limit of Vision (2001)
- Memory (2003)
- Skye Object 3270a (2011)
- Stories of the Puzzle Lands (as Trey Shiels)
  - The Dread Hammer (2012)
  - Hepen the Watcher (2012)
- The Red
  - The Red: First Light (2013)
  - The Trials (2015)
  - Going Dark (2015)
- The Last Good Man (2017)

### Novelas cortas

#### Colecciones
- Goddesses and Other Stories (2011)
- Two Stories: Nahiku West & Nightside on Callisto (2013)

#### Lista de relatos
- Nightside on Callisto (Publicado por primera vez en Lightspeed 24, mayo de 2012)
- A Moment Before It Struck (Publicado por primera vez en Lightspeed 27, agosto de 2012)
- Through Your Eyes (Publicado por primera vez en Asimov's Science Fiction 37/4-5, abril-mayo de 2013)
- Out in the Dark (Publicado por primera vez en Analog 133/6, junio de 2013)
- Codename: Delphi (Publicado por primera vez en Lightspeed 47, abril de 2014)
- Attitude (Publicado por primera vez en la antología Reach for Infinity, mayo de 2014)
- Region Five (Publicado por primera vez en la antología Infinite Stars, octubre de 2017)

## Premios
- Premio Locus a la mejor primera novela para The Bohr Maker, 1996.[4]
- Premio Nebula a la Mejor novela corta para Goddesses, 2000.